# Tetilla enoi
Tetilla enoi är en svampdjursart som beskrevs av Brøndsted 1934. Tetilla enoi ingår i släktet Tetilla och familjen Tetillidae.
Artens utbredningsområde är havet kring Indonesien. Inga underarter finns listade i Catalogue of Life.